# Alfred von der Weid
Alfred von der Weid, ou Vonderweid , né à Fribourg le 10 octobre 1804, (ou 1814) et mort dans la même ville le 30 mars 1881, est une personnalité politique suisse, membre du Parti libéral-conservateur.
Il est membre du Conseil national de 1854 à 1872 et du Conseil d'État du canton de Fribourg de fin 1855 à 1865, à la tête de la Direction des cultes (un an) puis de la Direction de la police et de la guerre.